# Brad Wright (baloncestista)
Bradford William "Brad" Wright (Hollywood, California, 26 de marzo de 1962) es un exjugador de baloncesto estadounidense. Con 2,11 de estatura, su puesto natural en la cancha era el de pívot.

## Trayectoria
[actualizar]